# Kuki Gallmann
Kuki Gallmann nata Maria Boccazzi (Treviso, 1º giugno 1943) è un'ambientalista e scrittrice italiana naturalizzata keniota.

## Biografia
Figlia dell'alpinista ed esploratore Cino Boccazzi (1916-2009), nel 1972 si è trasferita in Kenya col secondo marito Paolo Gallmann e il figlio Emanuele, morti tragicamente rispettivamente nel 1980 e nel 1983. In loro memoria ha fondato nel 1984 la Gallmann Memorial Foundation, un'organizzazione che si occupa della salvaguardia dell'ambiente. Ha dato vita a diverse altre iniziative umanitarie e scientifiche. Cinque mesi dopo la morte del marito, nel 1980 la Gallmann diede alla luce la loro figlia, Sveva.
Ha pubblicato numerosi libri di successo, scritti in inglese; il più noto è Sognavo l'Africa, da cui è stato tratto il film con Kim Basinger Sognando l'Africa.
Elefanti in giardino inizia con episodi evocativi dell'infanzia dell'autrice in Veneto, nell'immediato dopoguerra. Anche nelle prime pagine de La notte dei leoni vengono ricordati episodi della vita in Italia precedente il trasferimento in Kenya.
Il 23 aprile 2017 Kuki Gallmann viene ferita allo stomaco da un colpo di arma da fuoco nella sua tenuta in Kenya e trasferita a Nairobi in gravi condizioni. Paladina nella difesa delle specie animali africane in pericolo, ha trasformato la sua tenuta in un rifugio per gli animali.
Nel marzo 2018 la scrittrice di origine trevigiana rientra in Italia per ritirare il premio letterario Gambrinus Giuseppe Mazzotti, assegnatole già nel novembre 2017.

## Opere
- 1991 - Sognavo l'Africa, Milano, Mondadori
- 1994 - Notti africane, Milano, Mondadori
- 1995 - Il colore del vento, Milano, Mondadori
- 1998 - La notte dei leoni, Milano, Mondadori
- 2001 - Elefanti in giardino, Milano, Mondadori